# Chronologie de l'invasion de l'Ukraine par la Russie (mars 2023)
Pour un article plus général, voir Invasion de l'Ukraine par la Russie.
Cet article fait partie de la chronologie de l'invasion de l'Ukraine par la Russie et présente une chronologie des événements clés de ce conflit durant le mois de mars 2023.
Pour les événements du mois précédent, voir Chronologie de l'invasion de l'Ukraine par la Russie (février 2023).
Pour les événements du mois suivant, voir Chronologie de l'invasion de l'Ukraine par la Russie (avril 2023).

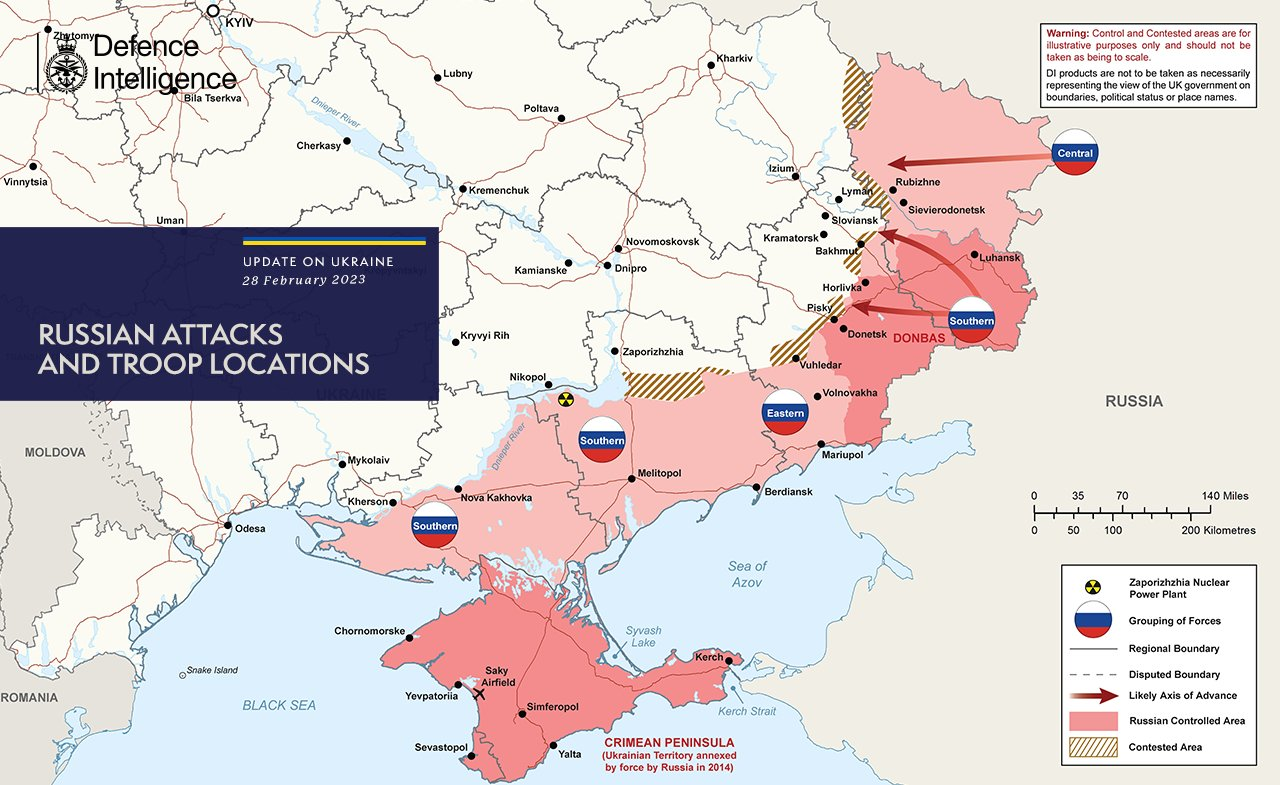
Situation fin février 2023

## Chronologie des évènements

### 1ermars
Le New York Times rapporte que la plus importante bataille de chars, qui a duré 3 semaines, a eu lieu autour de Vouhledar, oblast de Donetsk. Le quotidien écrit également que « 130 chars et véhicules blindés de transport de troupes russes ont été soufflés par les mines, frappés par l’artillerie ou détruits par des missiles antichars ».
Selon le Center for Strategic and International Studies (CSIS) « le nombre moyen de soldats russes tués par mois est au moins vingt-cinq fois supérieur au nombre de soldats tués par mois en Tchétchénie (de 12 000 à 25 000 morts au total) et trente-cinq fois supérieur au nombre de soldats tués en Afghanistan (14 000 à 16 000 au total) ». Le CSIS estime les pertes russes entre 60 000 et 70 000 morts.
Des documents américains évaluent au 1er mars 2023 les pertes russes entre 35 500 et 43 500 hommes, contre 16 000 à 17 500 pour l'Ukraine.

### 2 mars
Selon Sergueï Riabkov, vice-ministre russe des Affaires étrangères, l'implication croissante de l'Occident et de l'OTAN risque d'engendrer un conflit militaire direct entre les puissances nucléaires.
La Russie renforce les sanctions contre les critiques de l’armée et des groupes paramilitaires.
Les autorités russes affirment qu'un groupe ukrainien armé a traversé la frontière et attaqué les villages de Lyoubetchane (en) et Souchany (en), dans l'oblast de Briansk.

### 3 mars
La DCA ukrainienne abat un Su-34 qui tombe près d’Ienakiieve, dans la « république populaire de Donetsk ».

### 4 mars
Le procureur de la Cour pénale internationale, Karim Khan, continue son enquête sur les déportations d'enfants ukrainiens en Russie.
Le renseignement militaire britannique indique que les forces ukrainiennes qui défendent Bakhmout sont confrontées à une « pression de plus en plus forte ».
À Lviv, la présidente du Parlement européen, Roberta Metsola, rencontre le président ukrainien, Volodymyr Zelensky.
Le groupe d'armement allemand Rheinmetall mène des discussions concernant la construction en Ukraine d'une usine de fabrication qui pourrait produire jusqu’à quatre cents chars de combat de type Panther par an.
Les forces armées ukrainiennes évaluent les pertes russes à 152 190 soldats tués, 302 avions, 289 hélicoptères et 3 409 chars détruits.

### 5 mars
L'état-major ukrainien affirme que plus de 130 attaques ennemies ont été endiguées lors des dernières 24 heures, dans plusieurs secteurs du front, notamment à Koupiansk, Lyman, Bakhmout et Avdiïvka.
Le ministère de la Défense russe annonce que ses forces armées ont frappé un centre de commandement du régiment Azov. L'agence de presse Reuters n'a pas confirmé cette affirmation,.
Après des mois de bombardements russes, la ville de Marïnka,  oblast de Donetsk est totalement rasée.

### 6 mars
Une alerte aérienne est déclarée dans toute l'Ukraine après le décollage, de la base aérienne biélorusse de Minsk-Matchoulichtchi, d'un MiG-31K russe, capable de transporter le missile hypersonique Kinjal.
La vidéo d'un prisonnier de guerre ukrainien exécuté sommairement par les soldats russes après avoir crié « Slava Ukraïni ! » (« Gloire à l'Ukraine ») devient virale, en symbole de la résistance ukrainienne.

### 7 mars
Selon l'armée ukrainienne, le soldat prisonnier exécuté en février ou mars 2023 par les Russes après avoir déclaré « Slava Ukraïni ! », est Tymofiy Mykolaïovytch Chadoura, soldat de la 30e brigade mécanisée ukrainienne qui était porté disparu depuis le 3 février 2023,,,.

L'armée ukrainienne jure de le venger.

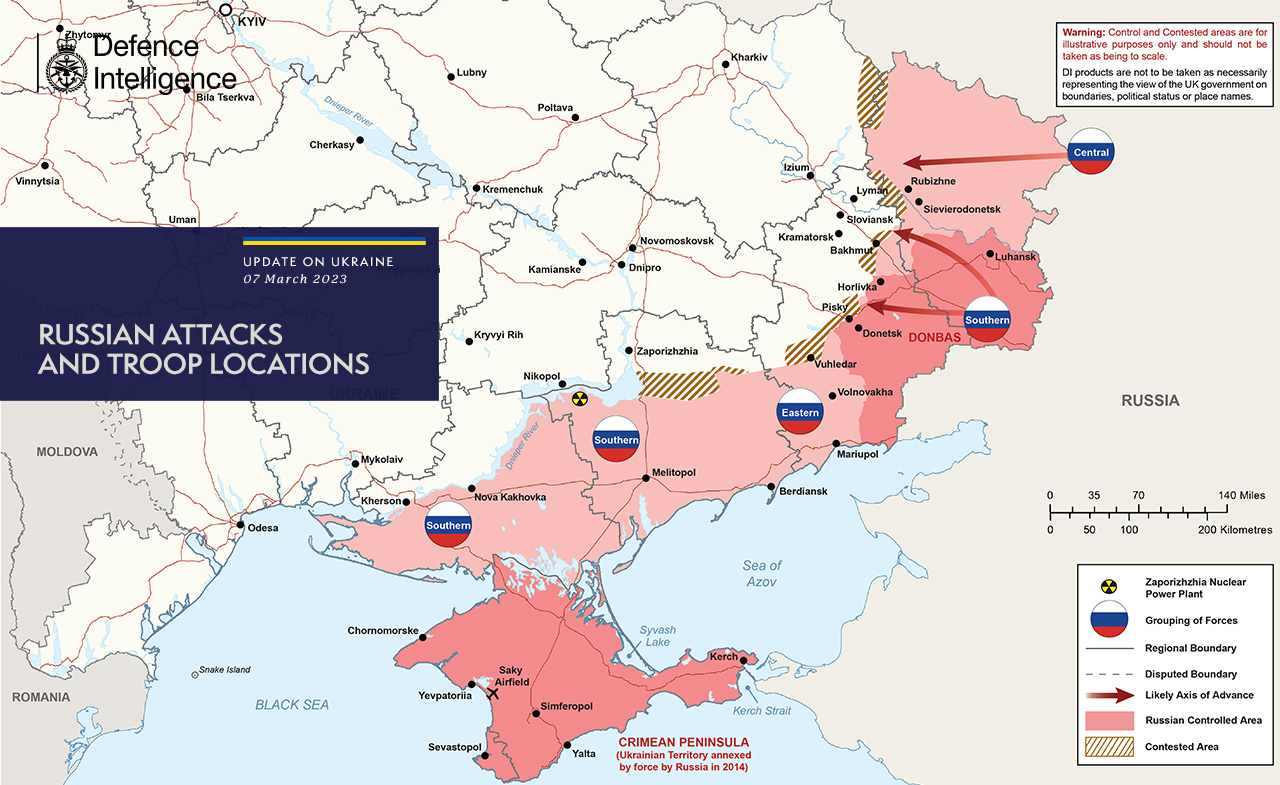
Situation 7 mars 2023

### 8 mars
Le secrétaire général de l'OTAN Jens Stoltenberg commente la possibilité d'une chute imminente de la ville de Bakhmout presque encerclée par les forces russes, et minimise l'importance stratégique d'une telle prise. Le groupe paramilitaire russe Wagner revendique la prise de la partie orientale de la ville. Le président ukrainien Volodymyr Zelensky assure de son côté que ses troupes sont résolues à tenir dans la ville. L'Ukraine revendique une attaque de drones contre le port de Touapsé, sur la mer Noire, kraï de Krasnodar, Russie.

### 9 mars
L'armée russe essaie de percer les défenses ukrainiennes à Koupiansk, à Lyman et au sud de Bakhmout, les attaques se concentrent sur Avdiïvka et Chakhtarsk.
Les troupes russes tirent plus de 400 obus dans la région de Kherson.
Au cours de la journée, les russes lancent 95 missiles, dont 34 sont détruits, sur les régions d'Odessa, de Mykolaïv, de Dnipro, de Kharkiv, de Zaporijjia, de Jytomyr, de Kyïv, d'Ivano-Frankivsk, de Khmelnytsky et de Ternopil. Ces frappes provoquent de nombreuses coupures d'électricité à travers le pays. Parmi les missiles, 6 étaient des missiles hypersoniques Kinjal.

### 10 mars
Le porte-parole du département de la Défense des États-Unis, John Kirby, accuse la Russie de chercher à déstabiliser la Moldavie.
Le ministère de la Défense ukrainien indique que les forces ukrainiennes ont « repoussé plus de 100 attaques ennemies dans les principales zones de combat de Bakhmout ».

### 11 mars
Selon Ihor Klymenko ministre de l'Intérieur ukrainien, depuis le 24 février 2022 « la Russie a bombardé l'Ukraine plus de 40 500 fois, et détruit plus de 152 000 bâtiments résidentiels ».

### 12 mars
Le ministère de la Défense britannique indique « qu'au cours des quatre derniers jours, le groupe paramilitaire russe Wagner avait pris le contrôle de la plus grande partie de l'est de Bakhmout. Les forces ukrainiennes contrôlent l'ouest de la ville et ont démoli des ponts-clés au-dessus de la rivière qui la traverse ».
Le ministère de la défense ukrainien fait savoir que les forces ukrainiennes avaient le 11 mars « repoussé plus de 100 attaques ennemies dans les principales zones de combat ». Oleksandr Syrskyi, le commandant des forces terrestres ukrainiennes, ajoute : « Il faut gagner du temps pour accumuler des réserves et lancer une contre-offensive, qui n’est pas loin ».
L'armée russe bombarde Otchakiv avec des lance-roquettes multiples depuis la flèche de Kinbourn.
Le régiment Kraken annonce avoir détruit deux tours de guet militaires, situées près de la frontière, à l'aide de missiles antichars. Celles-ci seraient situées à Kroupets (ru), dans l'oblast de Koursk, et à Troebortnoe (ru), dans l'oblast de Briansk.
Alors que depuis le 7 mars, le soldat prisonnier exécuté en février ou mars 2023 par les russes après avoir déclaré « Slava Ukraini ! », aurait été Tymofiy Mykolaïovytch Chadoura, soldat de la 30e brigade mécanisée ukrainienne « les enquêteurs du SBU ont établi que le soldat ukrainien qui a été abattu (…) était un tireur d'élite du 163e bataillon de la 119e brigade de défense territoriale de la région de Tchernihiv, Oleksandr Ihorovytch Matsievsky ».

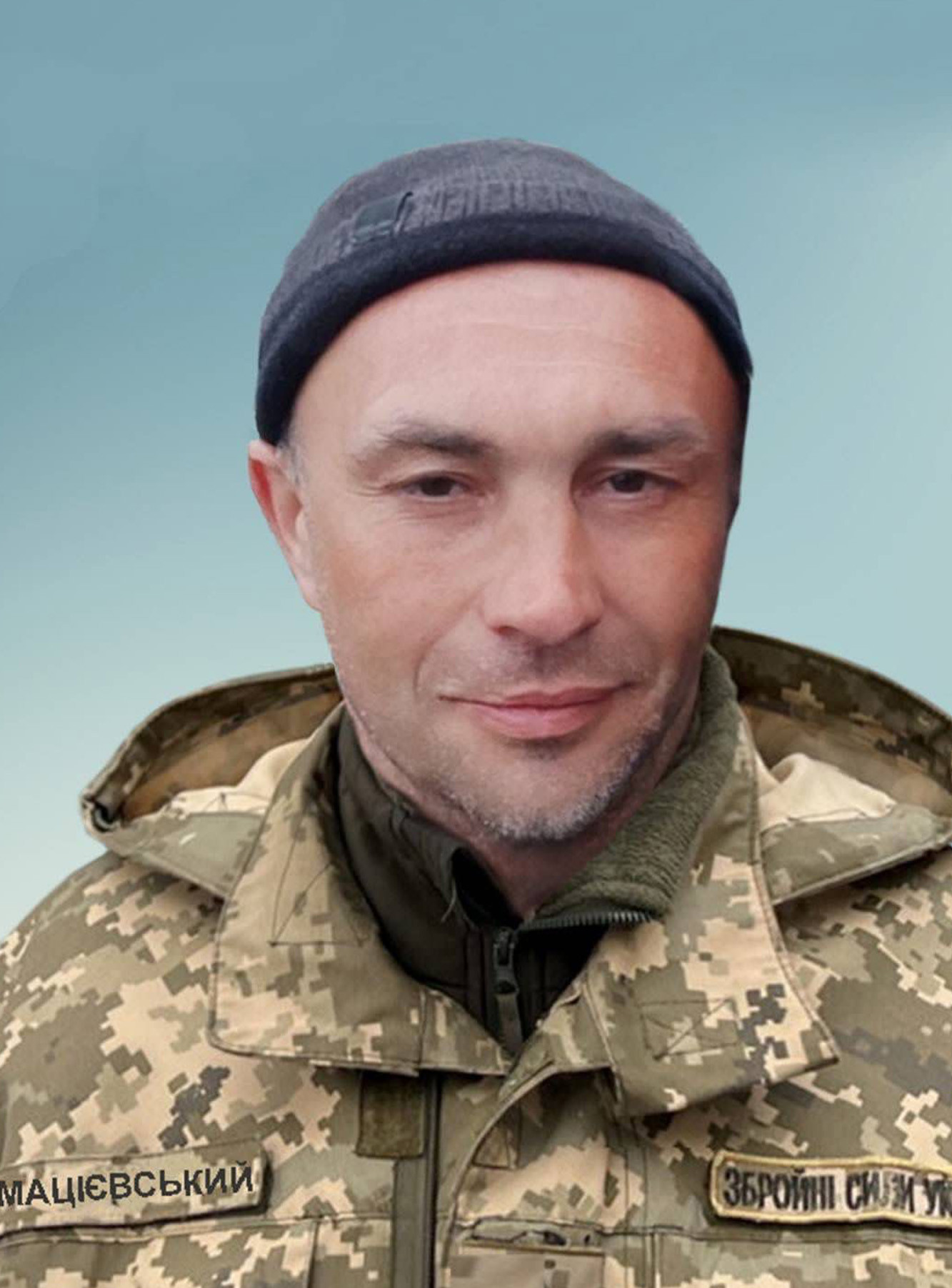
Oleksandr Ihorovytch Matsievsky

| Pertes au 12 mars 2023   | Pertes au 12 mars 2023                                 | Pertes au 12 mars 2023    |
| Russie et alliés (9 605) | Équipements                                            | Ukraine et alliés (3 070) |
| ------------------------ | ------------------------------------------------------ | ------------------------- |
| 1 825                    | Chars                                                  | 474                       |
| 803                      | Véhicules blindés de combat                            | 270                       |
| 2 188                    | Véhicules de combat d'infanterie                       | 501                       |
| 303                      | Véhicules blindés de transport de troupes              | 232                       |
| 45                       | Véhicules blindés de haute protection contre les mines | 44                        |
| 184                      | Véhicules de transport de troupes                      | 293                       |
| 233                      | Postes de commandement et postes de communication      | 9                         |
| 286                      | Véhicules et équipements du génie                      | 47                        |
| 38                       | Systèmes de missiles antichars automoteurs             | 21                        |
| 93                       | Véhicules et équipements de soutien d'artillerie       | 22                        |
| 183                      | Artillerie tractée                                     | 110                       |
| 359                      | Artillerie automotrice                                 | 123                       |
| 180                      | Lance-roquettes multiples                              | 40                        |
| 17                       | Canons antiaériens                                     | 4                         |
| 23                       | Canons antiaériens automoteurs                         | 5                         |
| 90                       | Systèmes de missiles sol-air                           | 87                        |
| 24                       | Radars et équipements de communication                 | 51                        |
| 28                       | Moyens de brouillage radar                             | 1                         |
| 77                       | Aéronefs                                               | 60                        |
| 79                       | Hélicoptères                                           | 31                        |
| 7                        | Drones de combat                                       | 17                        |
| 191                      | Drones de reconnaissance                               | 70                        |
| 6                        | Trains logistiques                                     | -                         |
| 2 327                    | Camions, autres véhicules dont tout-terrain            | 528                       |
| 12                       | Navires de guerre                                      | 23,                       |

### 13 mars
Selon le commandant des troupes terrestres ukrainiennes, de « violents combats » avec les forces russes sont en cours pour le centre de Bakhmout.

### 14 mars
Le président polonais Andrzej Duda déclare que la Pologne est prête à remettre ses avions Mig-29 à l'Ukraine.
Le ministère de la défense britannique estime que les pénuries de munitions de l'artillerie russe se sont probablement aggravées au cours des dernières semaines.
Un drone MQ-9 Reaper américain est abattu volontairement par collision avec un avion militaire russe au-dessus de la mer Noire. Selon la Russie, il aurait « violé la zone du régime provisoire d'utilisation de l'espace aérien établie pour mener l'opération militaire spéciale en Ukraine ». L'évènement provoque un regain de tensions entre la Russie et les États-Unis, qui le qualifient d'« acte irréfléchi ».

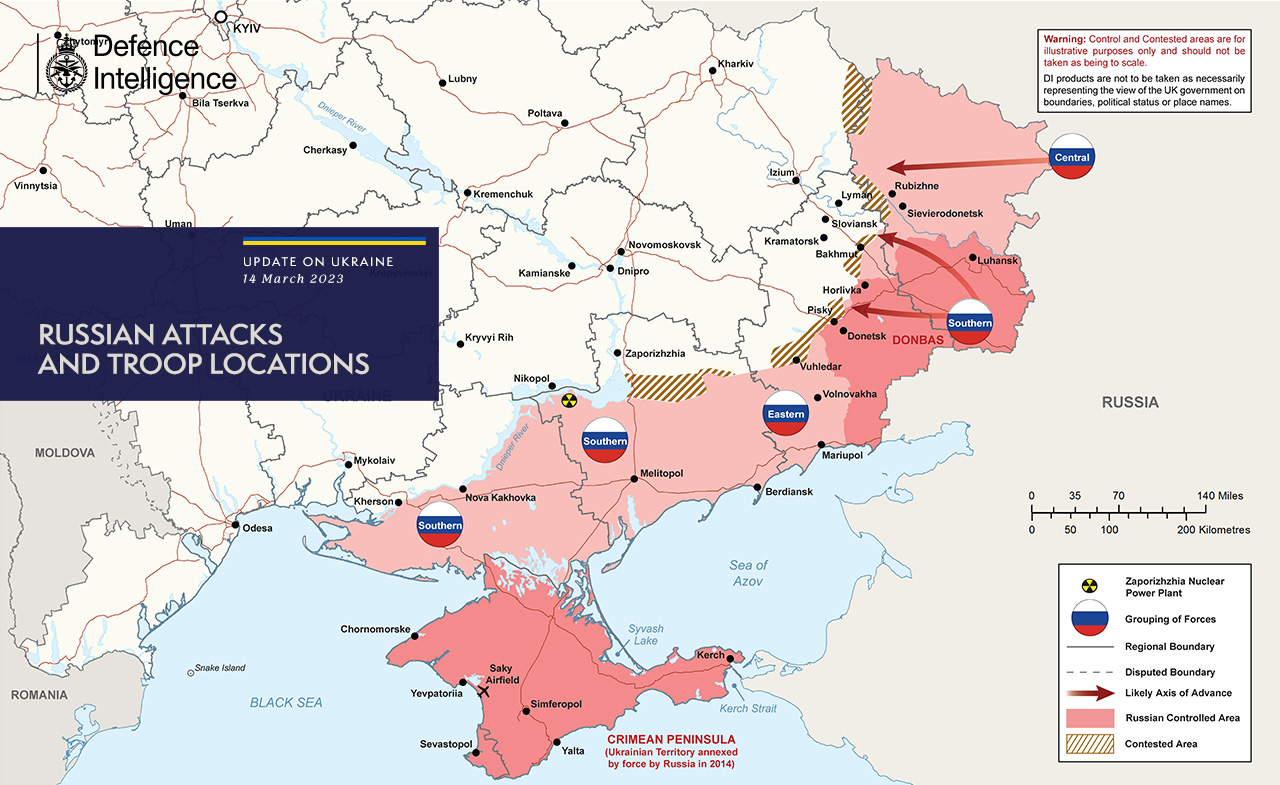
Situation 14 mars 2023

### 15 mars
À la suite de la destruction d'un drone américain en mer Noire, les autorités ukrainiennes accusent la Russie de « vouloir étendre le conflit ».
Selon l'Agence internationale de l'énergie, les revenus pétroliers de la Russie ont plongé de 42 % sur un an.
Vladimir Poutine rencontre Bachar-el-Assad à Moscou.
Neuf pays devraient fournir plus de 150 chars Leopard 2.
Une porte-parole de la 93e brigade mécanisée affirme que les troupes ukrainiennes ont abattu un bombardier tactique russe Su-24 près de Bakhmout.

### 16 mars
Le chancelier allemand Olaf Scholz déclare juger « particulièrement important » de fournir « rapidement » à l'Ukraine les munitions dont elle a besoin pour repousser l'invasion russe, et déclare que l'Allemagne poursuivra « son soutien politique, financier, humanitaire et militaire de l'Ukraine aussi longtemps que nécessaire ».

### 17 mars
La Slovaquie annonce la livraison de treize avions de combat Mig-29 à l'Ukraine, suivie par la Pologne qui annonce son intention de livrer quatre appareils du même modèle. Le porte-parole de l'armée de l'air ukrainienne Yuriy Ignat remercie pour cette aide bienvenue, mais fait part de sa préférence pour les F-16 américains, que les États-Unis refusent toujours de livrer à l'Ukraine.
Sur la scène internationale, la Cour pénale internationale émet un mandat d'arrêt contre le président russe Vladimir Poutine et la commissaire russe aux droits de l'enfant Maria Lvova-Belova. Ils sont accusés de crimes de guerre en raison des enlèvements et des déportations massives d'enfants ukrainiens vers la Russie.

### 18 mars
L'Ukraine est visée par de nouvelles attaques de seize drones kamikazes iraniens de type Shahed-136/Shahed 131; onze sont abattus par la défense antiaérienne, les autres s'écrasent sans faire de victimes.
Le président turc Recep Tayyip Erdogan annonce la prolongation de l'accord international sur l'exportation des céréales ukrainiennes.

### 19 mars
Deux groupes d'assaut ukrainiens de la 128e brigade d'assaut de montagne partent en reconnaissance près de Vasylivka.[réf. nécessaire]
Les troupes russes avancent au sud de Bakhmout.[réf. nécessaire]

### 20 mars
La Russie lance plusieurs attaques à Avdiivka en direction de Perivske et dans le sud et le nord-est d'Avdiivka.[réf. nécessaire]
L'armée ukrainienne contre-attaque au sud de l’autoroute H-32 à Bakhmut.[réf. nécessaire]

### 21 mars

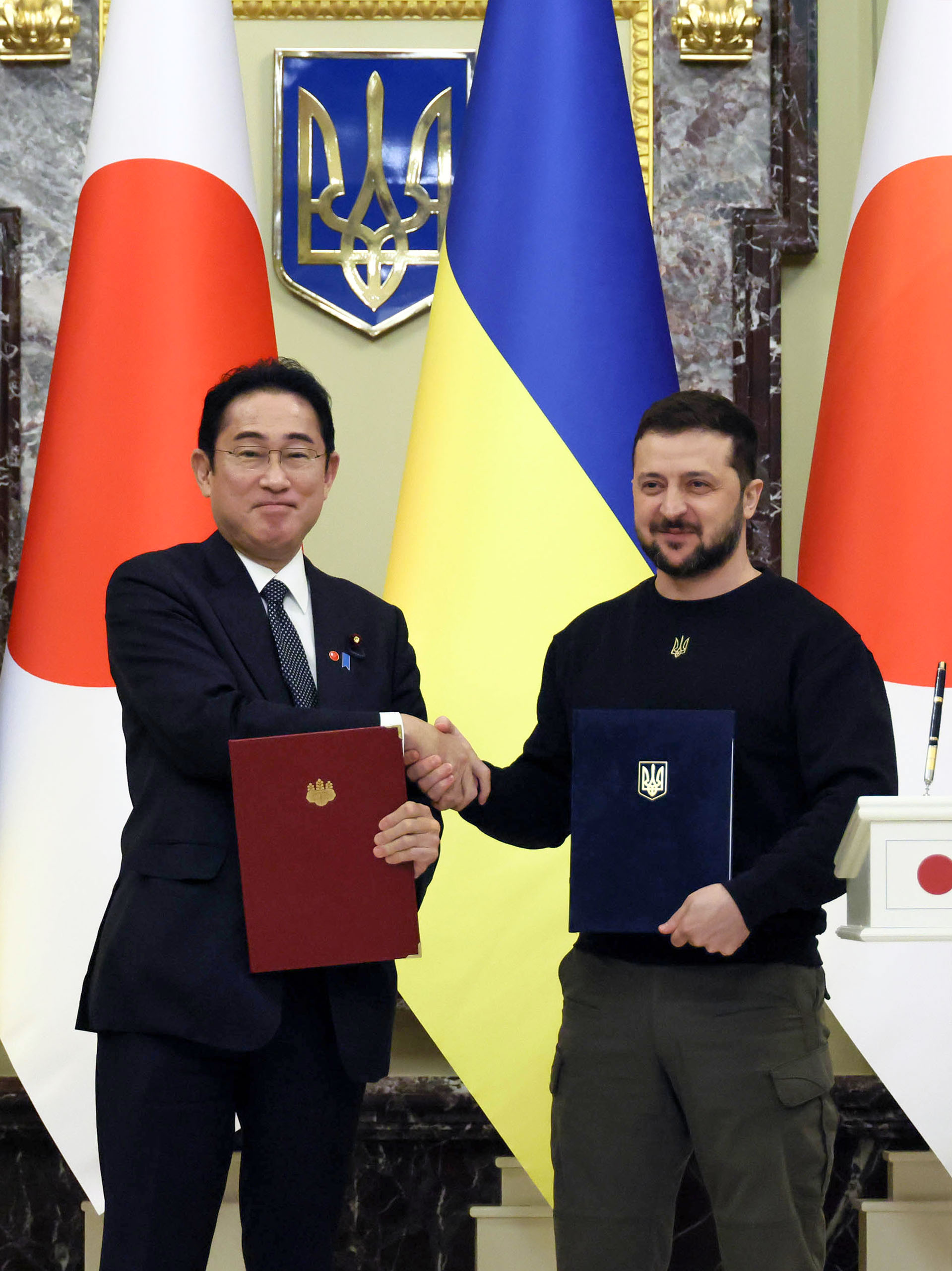
Le Premier ministre japonais Fumio Kishida, à gauche, et le président Volodymyr Zelensky à Kyïv.

Le Premier ministre japonais Fumio Kishida se rend à Kyïv pour rencontrer le président ukrainien Volodymyr Zelensky, tandis que le président russe Vladimir Poutine reçoit à Moscou son homologue chinois Xi Jinping.
L'Union européenne approuve un plan d’action en trois phases pour fournir aux forces ukrainiennes au moins un million d’obus de calibre 155 mm.
Sur le front, l'Ukraine dit avoir repoussé de nouveaux assauts russes sur Bakhmout.
Le ministère ukrainien de la Défense affirme avoir détruit des missiles de croisière russes Kalibr lors de leur transport par rail à Djankoï en Crimée. La Russie indique de son côté avoir abattu des drones ukrainiens en Crimée.

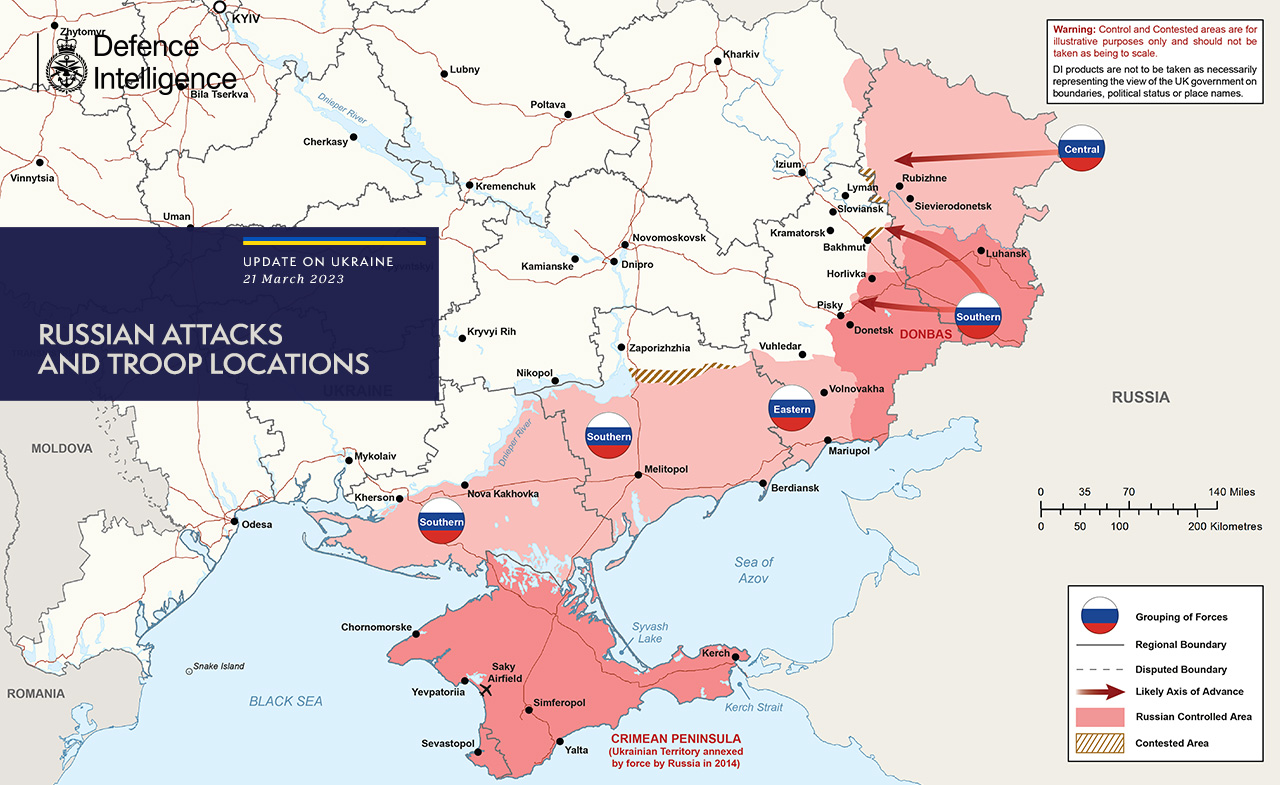
Situation 21 mars 2023

Le groupe russe anti-Poutine Black Bridge revendique l'incendie d'un bâtiment du FSB à Rostov/Don,

### 22 mars
Le président ukrainien Volodymyr Zelensky se rend sur le front de Bakhmout, marquant sa deuxième visite dans la zone de Bakhmout depuis le début de la guerre, la première datant du 20 décembre 2022.
Une frappe russe sur un immeuble d'habitation fait un mort et une trentaine de blessées à Zaporijjia, tandis que sept personnes sont tuées et neuf autres blessées dans un lycée professionnel de Rjychtchiv touché par des frappes de drones kamikazes.

### 23 mars
Le président ukrainien Volodymyr Zelensky se rend à Kherson, au lendemain de sa visite sur le front à Bakhmout.
Volodymyr Zelensky aurait demandé des missiles à longue portée et avions à plusieurs pays européens. L'Ukraine a reçu quatre chasseurs MIG-29.
La Finlande envoie trois chars Leopard 2 à l'Ukraine.

### 24 mars
D'après Evgueni Prigojine, l’Ukraine aurait près de 200 000 réservistes sur le front oriental, mais l'Institut d'étude de la guerre à Washington déclare que ces chiffres sont exagérés par Evgueni Prigojine pour obtenir plus de matériel et de renforts.
Cinq personnes sont tuées dans une frappe russe contre la ville de Kostiantynivka, dans la région de Donetsk, et une sixième dans le village de Bilozerka, dans la région de Kherson.
L'ONU accuse les forces armées ukrainiennes et russes d’exécutions sommaires de prisonniers.
Un espion russe qui avait tenté d’infiltrer la Cour Pénale Internationale est inculpé pour espionnage aux États-Unis où il a vécu sous fausse identité deux ans.

### 25 mars
Le chef d'état-major ukrainien déclare que le front de Bakhmout serait stabilisé.

### 26 mars
Vladimir Poutine, indique que Moscou va déployer des armes nucléaires « tactiques » sur le territoire de la Biélorussie.

### 27 mars

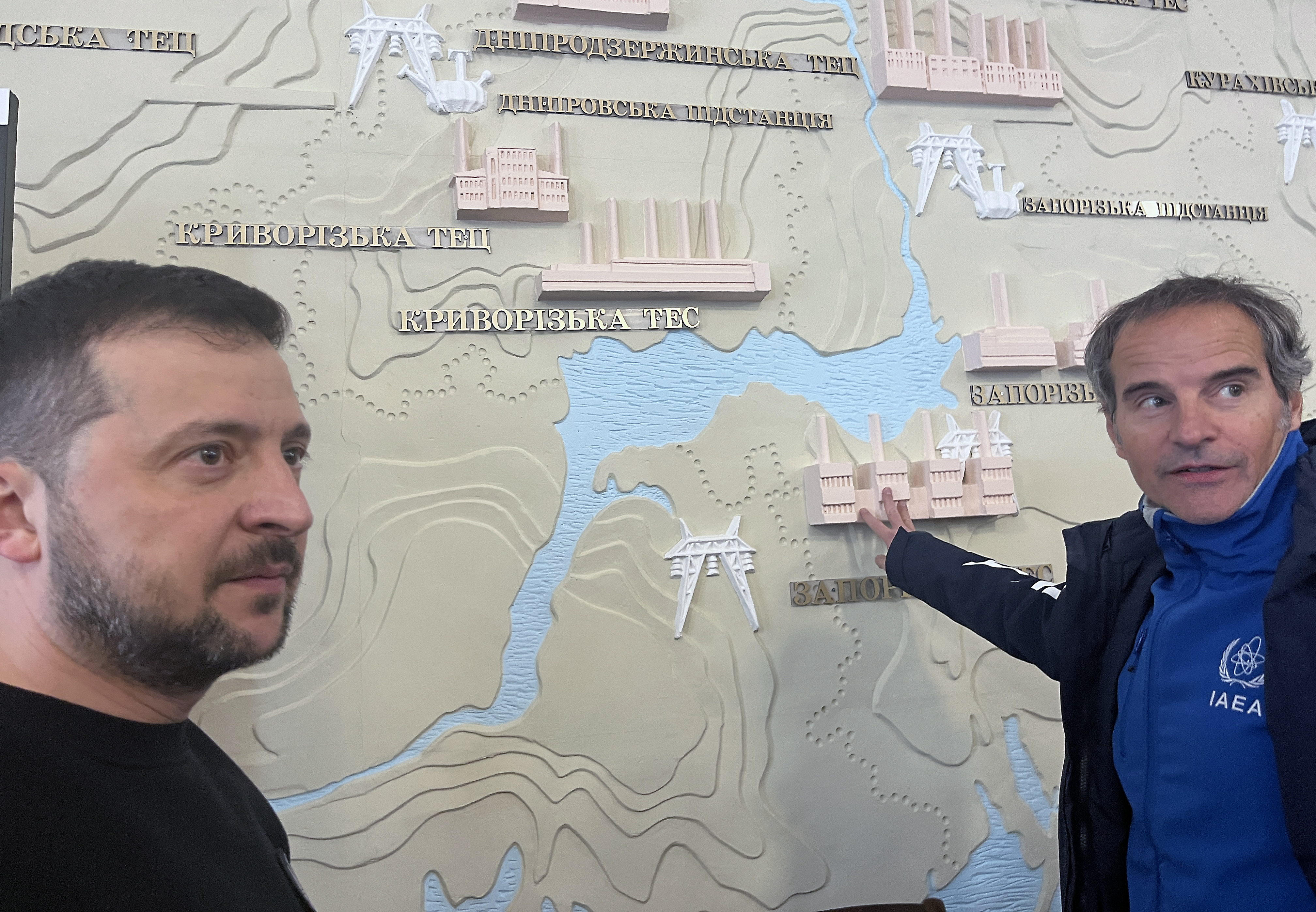
Le Président Zelensky et Rafael Grossi, à droite, devant un schéma des installations nucléaires de Zaporijjia.

Ivan Fedorov, le maire en exil de Melitopol, rapporte que plusieurs explosions, provenant de tirs d’artillerie et d'engins explosifs ont visé un immeuble utilisé par l'armée russe. À Marioupol, la résistance ukrainienne attaque le véhicule du chef de la police russophone de la ville, Mikhaïl Moskvin, qui n'est que commotionné.

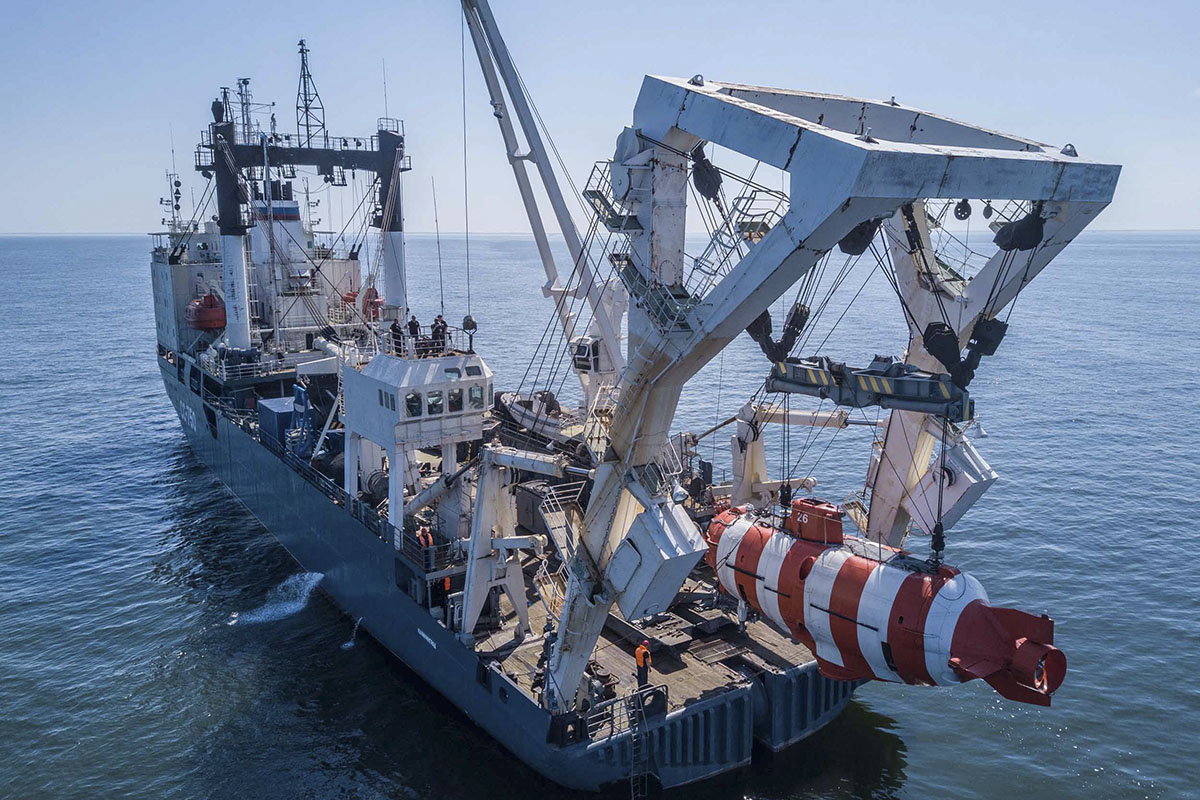
SS-750 avec AS-26 Priz en 2020.

La piste russe concernant le sabotage des gazoducs Nord Stream redevient d'actualité. Un convoi de six bâtiments russes composé d'une frégate, d'une corvette, de deux remorqueurs de sauvetage, d'un navire de surveillance de classe Alpinist et d'un navire de soutien aux sous-marins, le classe Kachtan SS-750, équipé d'une grue et d'un mini-sous-marin AS-26 Priz, capable de plonger à 1 000 mètres ont été détectés autour du site du sabotage cinq jours avant qu'il ne se produise, d'autant que certains de ces navires se dirigeaient vers Bornholm à partir de Kaliningrad, avant qu’ils ne désactivent leur système automatique d’identification.

### 28 mars
Volodymyr Zelensky se rend à Okhtyrka, Trostianets, Soumy, localités situées dans l'oblast de Soumy.
Le ministère de la défense russe affirme que « la défense antiaérienne a abattu 18 roquettes du système Himars et une roquette guidée GLSDB ».

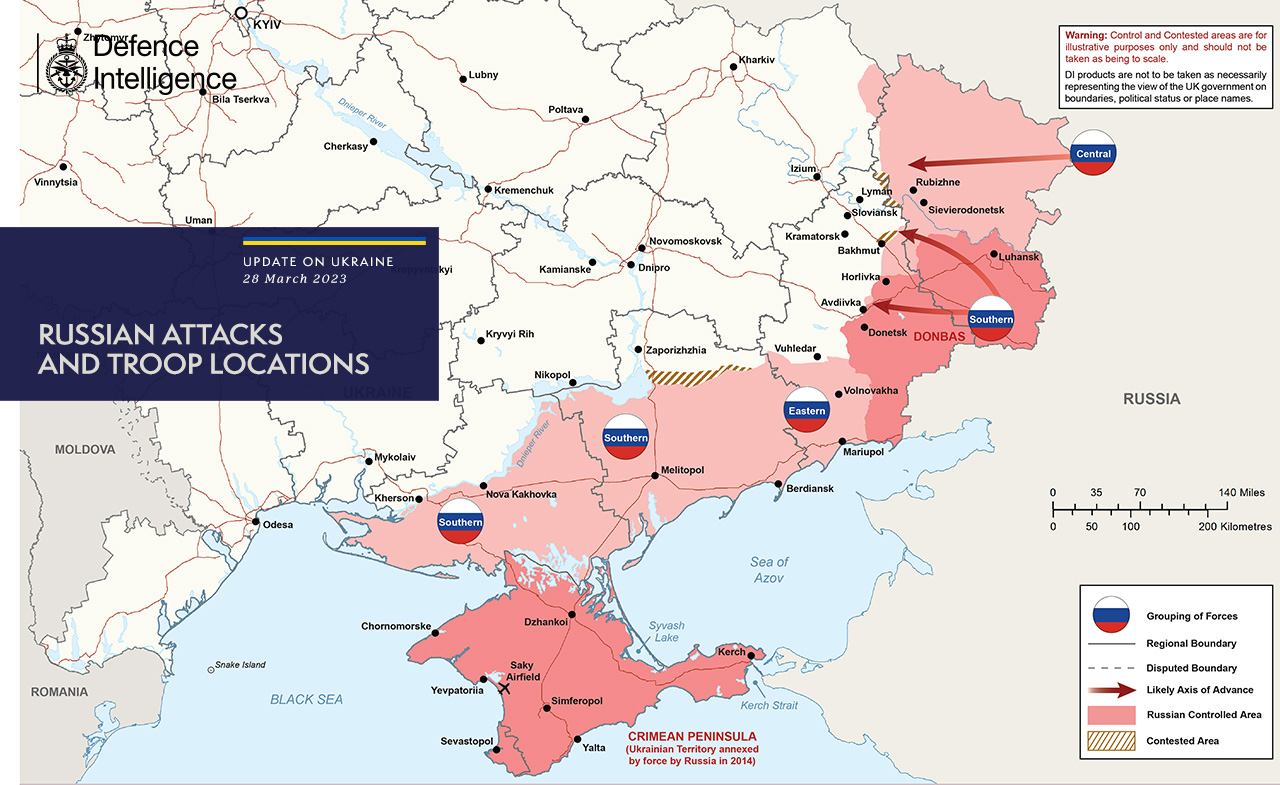
Situation 28 mars 2023

### 29 mars
Selon l'institut de Kiel pour l'économie mondiale (en) (Kiel Institute For the World Economy), l'Ukraine aurait reçu, entre février et mars 2022, plus de 40 000 armes légères, 17 000 systèmes portatifs Manpads, 25 000 casques, 30 000 gilets pare-balles.
La Grèce aurait envoyé 20 000 kalachnikovs AK-47. Les États-Unis auraient envoyé 6 000 Manpads, 5 000 carabines Colt M4 et 2 000 missiles antichars portables Javelin. La Suède, 10 000 systèmes portatifs Manpads. La République tchèque, 5 000 fusils d'assaut Vz 58 et 3 200 mitrailleuses Vz. 59.[réf. nécessaire]
Vladimir Rogov, un responsable de l'occupation russe, indique que le bombardement de la ville de Melitopol par les forces ukrainiennes, le 27 mars, avait été effectué à l'aide de roquettes d'Himars et que les bombardements ukrainiens avaient endommagé le système d’alimentation électrique de la ville et qu'un dépôt de locomotives avait également été détruit.

### 30 mars
Sergueï Lechtchenko, conseiller de la présidence ukrainienne, confirme que les troupes ukrainiennes ne contrôlent plus qu'un tiers de Bakhmout.
Selon le ministère de la défense britannique, les autorités russes se préparent à lancer l'enrôlement de 400 000 soldats "volontaires" supplémentaires.

### 31 mars
Oblast de Donetsk, les Russes continuent à concentrer leurs principaux efforts sur la conduite d'opérations offensives dans les directions de Lyman, Bakhmout, Avdiïvka et Marïnka.

### Avril 2023
Pour les événements du mois suivants, voir Chronologie de l'invasion de l'Ukraine par la Russie (avril 2023).